# SŽD-Baureihe ТЭ30
Die Lokomotiven der SŽD-Baureihe ТЭ30 (deutsche Transkription TE 30) der Sowjetischen Eisenbahnen (SŽD) waren breitspurige Versuchs-Diesellokomotiven vorrangig für den Güterzugdienst. Auf Grund der Leistung von 2.000 PS pro Sektion kam eine Massenproduktion der Lokomotive nicht zustande.

## Vorgeschichte

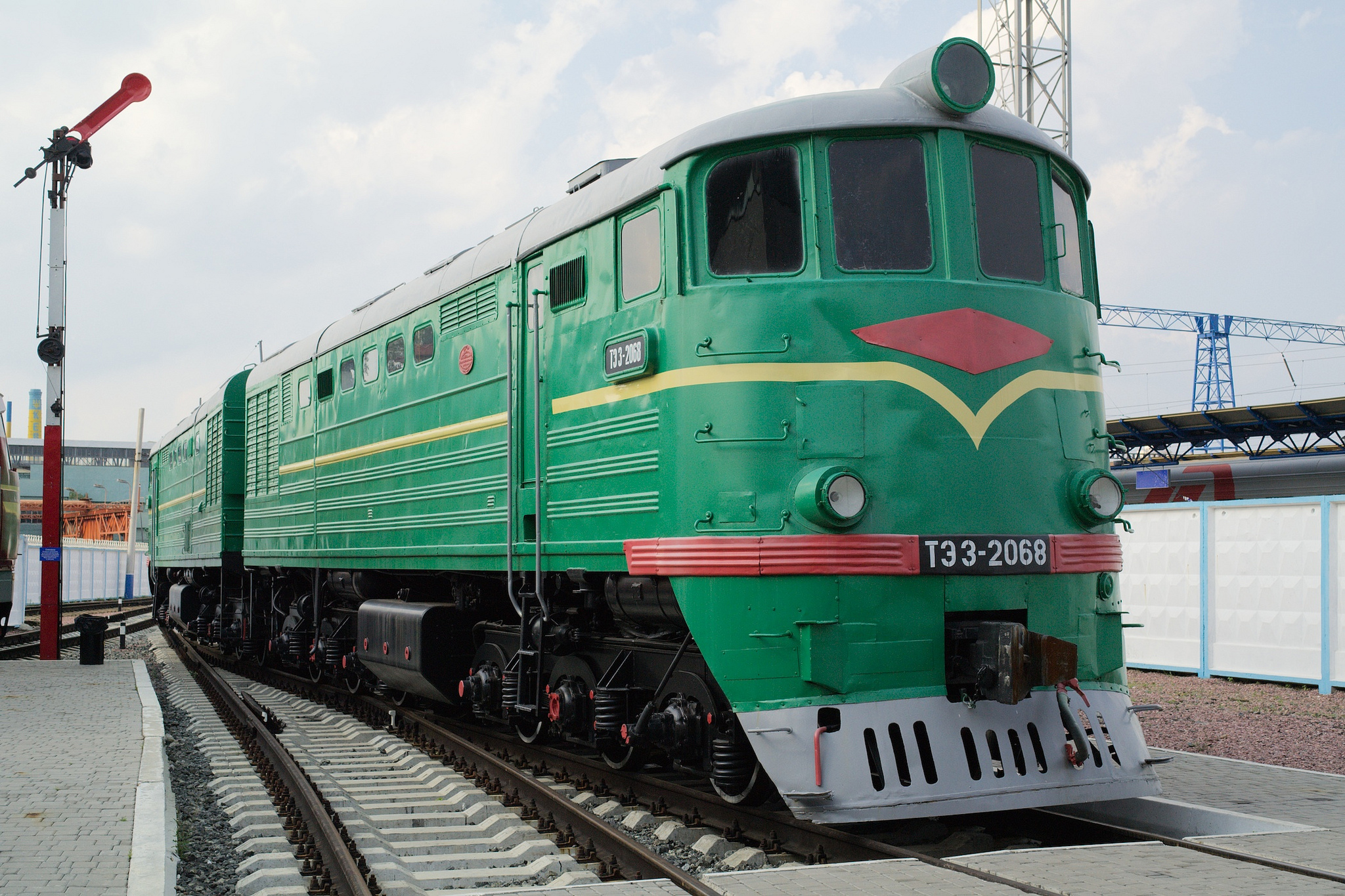
Foto der erhaltenen ТЭ3-2068, Lokomotive, auf deren Grundlage die ТЭ30 entstand

Die Großserienproduktion der Diesellokomotive ТЭ3 mit ungefähr 500 Sektionen in der Lokomotivfabrik Luhansk vom Anfang der 1960er-Jahre an brachte genügend Argumente über ihre Modernisierung. So erstellten die Vereinigten Ministerien der UdSSR die Beschlüsse Nr. 639 (vom 15. Juli 1959) und Nr. 743 (vom 19. Juli 1960), die den Auftrag zur Überarbeitung der ТЭ3 beinhalteten.
Diese Projekte nahmen die Lokomotivfabrik Charkow und die Lokomotivfabrik Luhansk an und erstellten unterschiedliche Arbeitsprojekte. Das Projekt der Lokomotivfabrik Luhansk sah eine Umarbeitung des Lokkastens mit Ersatz der Länge und Konstruktion (mit tragendem Rahmen) vor. Die Projektbezeichnung war ТЭ20.
Im Unterschied zu dieser Variante stellte die Lokomotivfabrik Charkov eine auf der Grundlage der ТЭ10 gestaltete Lokomotive, ausgeführt als Zweisektionsvariante vor. Deren Bezeichnung war ТЭ30.

## Konstruktion

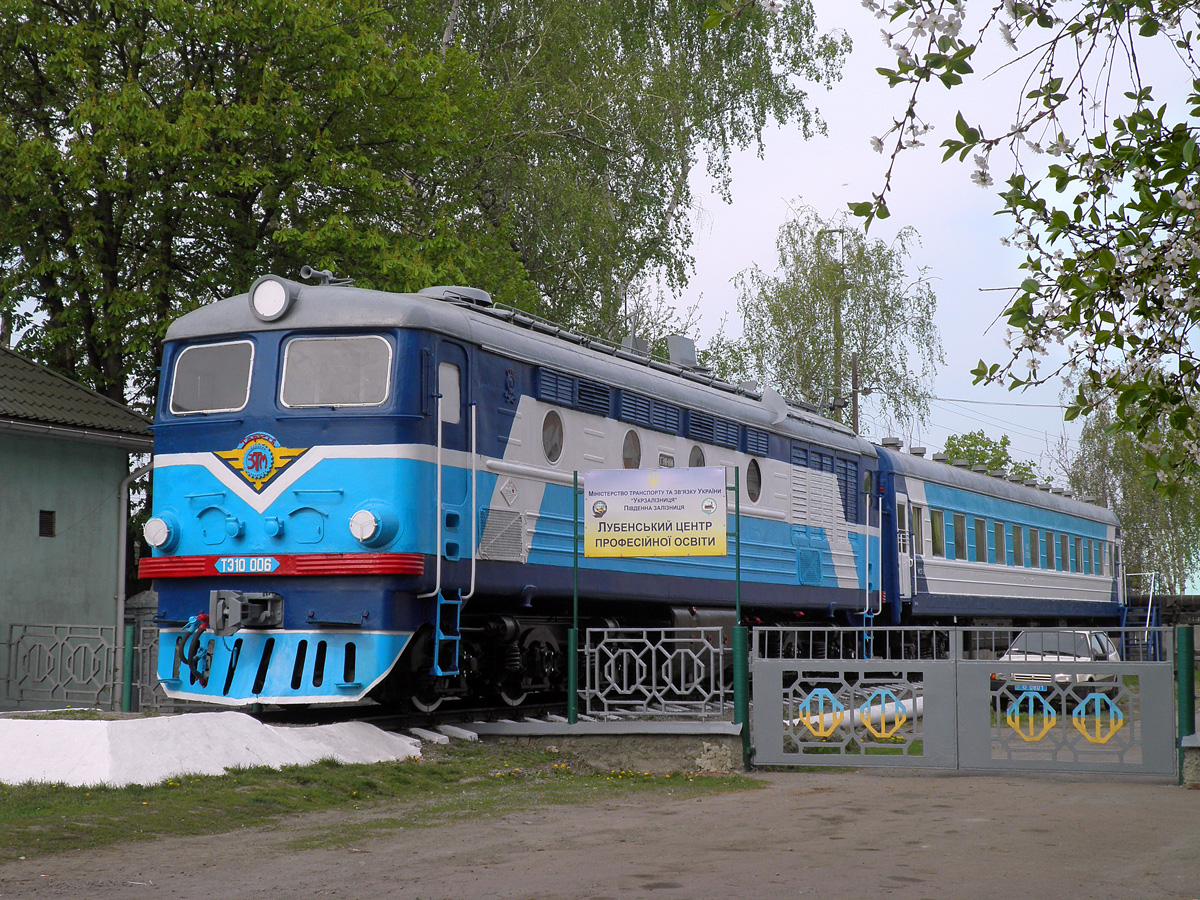
Foto der erhaltenen ТЭ10-006, Lokomotive, von der die ТЭ30 abgeleitet wurde

Die ТЭ30 war als eine Ableitung der schon bestehenden Serie ТЭ10 entstanden. Die Lokomotive besaß von ihr Drehgestelle, Traktionsfahrmotoren, Anregung des Generators und gleichfalls den analogen tragenden Lokkasten. Dieser war gegenüber der SŽD-Baureihe ТЭ3, die nur einen tragenden Rahmen besaß, gründlich überarbeitet worden. Auf der Diesellokomotive wurde der Motor 6Д100 (6D100) verwendet, bei dem die Zylinderleistung durch den geänderten Aufladungsdruck auf 250 PS gesteigert werden konnte (wie bei dem bei der ТЭ10 angewandten 10Д100 (10D100)). Das erlaubte die Zahl der Zylinder von zehn auf acht zu senken, gemindert wurde auch das Gewicht des Dieselmotors von 17,3 t auf 14 t. Dabei blieb die Leistung genauso wie die des Dieselmotors der ТЭ3. Die Kühlung der aufgeladenen Luft wurde als Luftkühlung in zwei Scheibenkühlern realisiert (bei der ТЭ3 geschah dies noch mit Wasser), ein wenig kleiner war auch das Gewicht der Traktionsfahrmotoren. Dank dieser Maßnahmen wurde die Dieselmotor-Generatoreinheit der ТЭ30 um 4,5 t leichter als bei der ТЭ3.

## Betrieb

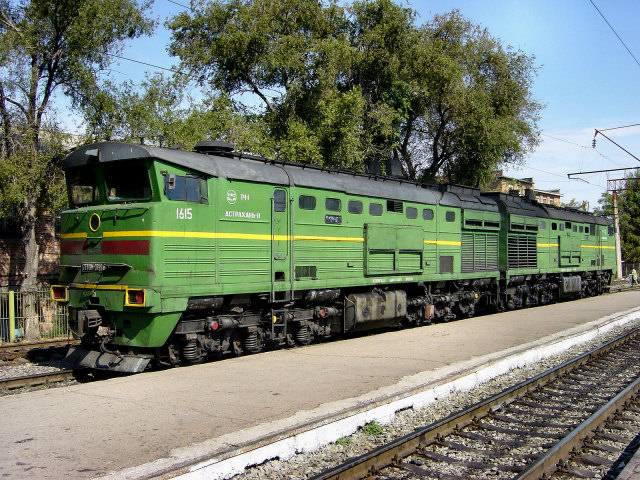
Foto einer 2TE10

Nach dem Bau der ТЭ30.001 wurde die Überprüfung der Lokomotive vollzogen, welche bis zum Ende des Jahres 1961 durchgeführt wurde. In diesem Jahr wurde die Lokomotive auch auf der Messe Lokomotiven in Moskau Rigaer Bahnhof ausgestellt. Danach wurde die Lokomotive zu der Juschnyje schelesnyje dorogi gegeben, wo sie ihren Dienst im Depot Osnova begann. Die ТЭ30 kam nicht als Ablösung der ТЭ3 in die Serienfertigung, eine verbreitete Meinung über die Perspektiven bei den Eisenbahnen verlangte Lokomotiven mit einer Leistung von 3.000 PS pro Sektion. In der Hauptsache waren dies die SŽD-Baureihe 2ТЭ10, SŽD-Baureihe 3ТЭ10 und SŽD-Baureihe 4ТЭ10, weshalb schnell das Ende der Zukunft über die Ausführung dieser Lokomotive als Serie eingeläutet wurde. 1978 wurde die Diesellokomotive ТЭ30.001 aus den Inventarlisten gestrichen. In der Zeit zeigte die Praxis, dass von Zweisektionslokomotiven mit einer Leistung von 2000 PS pro Sektion nur Bedarf auf weniger frequentierten Linien bestand. Es entstand die 2M62, und außerdem waren für dieses Aufgabengebiet noch genügend ТЭ3 mit zwei Sektionen vorhanden.